# Plesionika acanthonotus
Plesionika acanthonotus is een garnalensoort uit de familie van de Pandalidae. De wetenschappelijke naam van de soort is voor het eerst geldig gepubliceerd in 1882 door Smith.